# Устибар
Устибар је насељено мјесто у општини Рудо, Република Српска, БиХ. Према попису становништва из 1991. у насељу је живјело 336 становника.

## Становништво
| Демографија | Демографија | Демографија |
| Година      | Становника  | Становника  |
| ----------- | ----------- | ----------- |
| 1991.       | 336         |             |

Становништво се бави пољопривредом претежно. Познато је устибарско поље као најплодније земљиште општине Рудо, простире се уз реку Лим са једне, и регионалног пута са друге стране. Устибарско поље локално становништво назива и руђанском Војводином. На територији Устибра налази се и гранични прелаз Републике Србије и Републике Српске. Устибар се граничи и са месном заједницом Миоче, где се налази школа коју похађају устибарски ђаци.